# Tropaeolum porifolium
Tropaeolum porifolium là một loài thực vật có hoa trong họ Tropaeolaceae. Loài này được (Cav.) L. Andersson & S. Anderssson mô tả khoa học đầu tiên năm 2000.